# Olavus Tempelman
Olavus Tempelman, född 2 oktober 1669 i Norrköping, Östergötlands län, död 21 maj 1746 i Herrestads församling, Östergötlands län, var en svensk präst.

## Biografi
Olavus Tempelman föddes 2 oktober 1669 i Norrköping. Han var son till hattmakaren Georg Tempelman och Anna Olofsdotter. Tempelman blev 25 juni 1695 student vid Uppsala universitet och nämns där som "honesto testimonio munitus". Han prästvigdes 16 mars 1700 och blev 8 maj 1701 komminister i Vadstena församling. Tempelman blev 19 maj 1713 kyrkoherde i Herrestads församling och tillträdde 1714. Han avled 21 maj 1746 i Herrestads församling. År 1747 i testamente efter Tempelman, skänkte barnen en ljuskrona till Herrestads kyrka med en biografi på latin om Tempelman.

### Familj
Tempelman gifte sig första gången 9 april 1701 med Anna Corylander (1680–1721). Hon var dotter till kyrkoherden Petrus Corylander i Tingstads församling. De fick tillsammans barnen Anna Christina Tempelman (1702–1703), kyrkoherden Petrus Tempelman (1703–1759) i Östra Stenby församling, Nils Jurgen Tempelman (1705–1706), Christina Tempelman (1707–1707), Margareta Tempelman (1708–1783) som var gift med fänriken Henric Georg Rinman, komministern Samuel Tempelman i Herrestads församling, Eva Maria Tempelman (1713–1778) som var gift med rådmannen Samuel Wetterqvist i Vadstena, Christina Tempelman som var gift med komministern R. Kajerdt i Västra Hargs församling, Lars Jurgen Tempelman (1718–1719) och Carl Tempelman (1719–1720). Tempelman gifte sig andra gången 2 december 1722 med Anna Wangelius (1670–1746). Hon var dotter till kyrkoherden Magnus Wangelius och Elisabeth Månsdotter. Anna Wangelius var änka efter kaptenlöjtnanten Johan Fast.